# سرگذشت ندیمه
سرگذشت ندیمه یا قصهٔ ندیمه (به انگلیسی: The Handmaid's Tale) رمانی پادآرمان‌شهری نوشتهٔ مارگارت اتوود و منتشر شده در سال ۱۹۸۵ است. این رمان در ژانر علمی تبسیار جا می‌گیرد، هرچند خود نویسنده، با این که کتابش برندهٔ جایزه آرتور سی کلارک که ویژه کتاب‌های علمی تبسیار است شده، با این نظر موافق نیست.
این کتاب در سال ۱۳۸۲، به دست سهیل سُمی ترجمه شد و انتشارات ققنوس آن را به چاپ رساند. در این ترجمه، نام اثری از پروفسور پیزوتو (شخصیتی در کتاب) که در قسمت ملاحظات تاریخی پایان داستان یاد می‌شود، «خاورمیانه و جلید: دو حکومت تئوکراتیک در اواخر قرن بیستم از نگاه دفترچه‌های خاطرات» ترجمه گردیده؛
و عملاً دربارهٔ زندگی زنان در آمریکا نگاشته شده‌است. درحالی‌که عنوان اثر در متن اصلی، بی‌پرده از کشور ایران نام می‌برد.

## ریشه‌شناسی (وجه تسمیه)
ریشه نام جلید یا گیلاد برگرفته از منطقه‌ای به همین نام در فلسطین باستانی است که اینک در شرق رود اردن در شمال کشور اردن واقع شده‌است. اما لازم است ذکر شود که رژیم جلید و داستانش در کشور کنونی ایالات متحده آمریکا رخ می‌دهد.

## داستان کتاب

### فضای داستان
داستان در شهر کمبریج در ماساچوست ایالات متحدهٔ آمریکا رخ می‌دهد. پس از ترور رئیس‌جمهور آمریکا با گلوله و به رگبار بستن همهٔ اعضای کنگره ایالات متحده توسط مسیحیان بنیادگرا و اعلام وضعیت فوق‌العاده، انقلابی در کشور رخ می‌دهد، قانون اساسی لغو شده و حکومتی تمامیت‌خواه مسیحی به نام جمهوری گیلاد تشکیل می‌شود. در این حکومت جدید آزادی‌های فردی اکثر شهروندان پایمال می‌شود و همهٔ ادیان به جز دین رسمی کشور، ازدواج مجدد، طلاق، سقط جنین، هم‌جنس‌گرایی غیرقانونی اعلام می‌شود. متخلفان مذهبی و سیاسی اگر بخت یارشان باشد به مناطق سمی و خطرناک که کولونی نامیده می‌شوند فرستاده می‌شوند، وگرنه در بیشتر موارد با طناب دار اعدام شده و به «دیوار» (ظاهراً دیوار دانشگاه کمبریج) آویخته می‌شوند تا مایهٔ عبرت بقیه باشند.
در سرزمین گیلاد بیشتر مردم به دلایلی که در مؤخرهٔ داستان می‌آید عقیم هستند، این مسئله بابت فجایع زیست‌محیطی است که بعضی نواحی کشور را غیرقابل سکونت کرده و احتمالاً به حوادثی در نیروگاه‌های هسته‌ای و پایگاه‌های دفع مواد سمی مرتبط است. به همین خاطر زنان بارور که ازدواج نکرده‌اند یا ازدواجشان مورد قبول حکومت نیست، به عنوان «ندیمه» در اختیار خانواده‌های تراز اول قرار می‌گیرند تا شاید برای آن‌ها بچه‌ای بیاورند. زنان مجرد عقیم تبعید می‌شوند. طبق تعبیر حکومت، عقیم بودن مردان ممکن نیست و این مشکل تنها از جانب زنان ممکن است پیش بیاید.

### سرویس امنیتی مخوف
فضای جمهوری گیلاد رعب‌آور و پرتنش است، از آنجا که همه از مأموران مخفی حکومت در هراسند. هر لحظه ممکن است کسی نشانه‌ای مبنی بر بی‌اعتقادی یکی از شهروندان به اصول و حقانیت حاکمیت گیلاد ببیند، و ـ از روی اعتقادات شخصی به این اصول یا در اکثر موارد برای خوش‌خدمتی و به دست آوردن امتیازی که شاید آیندهٔ سیاه او را به تعویق بیندازد ـ به سرویس امنیتی-جاسوسی حکومت که چشمان خدا (Eyes of God) نام دارد گزارش کند. این سرویس امنیتی که گسترشی از سازمان سیا است تقریباً اجازهٔ انجام هر کاری را دارد، با خودروهای سیاه‌رنگ با شیشه‌های دودی و چراغ گردان هر کسی را که بخواهد بازداشت می‌کند و مورد شکنجه قرار می‌دهد. اعضای بلندپایهٔ حکومت هم با این که معمولاً خود یکی از این چشمان خدا هستند، از آسیب آن‌ها مصون نیستند و نمی‌توانند اعمال آنان را زیر سؤال ببرند.

### طبقه‌بندی اجتماعی زنان
یکی از وجوه برجستهٔ حکومت جمهوری گیلاد، تبعیض جنسی شدید در مورد زنان است. حکومت گیلاد با تفسیر انجیل به نفع خود، نظامی تمامیت‌خواه ایجاد کرده که در آن زنان به این طبقات اجتماعی تقسیم می‌شوند:
- همسران (Wives): زنان فرمانده‌ها هستند که طبقهٔ حاکم جمهوری گیلاد را تشکیل می‌دهند. لباس همسران آبی است.
- دختران (Daughters): دختران طبیعی یا به فرزندی پذیرفته شدهٔ فرماندهان هستند. تا زمان ازدواج (که بسیار زود و حدود ۱۴ سالگی صورت می‌گیرد) لباس سفید می‌پوشند.
- عمه‌ها (Aunts): مسئول آموزش و نظارت بر کلفت‌ها هستند، و نسبت به بقیه زنان کمی اختیار عمل دارند. لباس آن‌ها قهوه‌ای است.
- ندیمه‌ها (Handmaids): زنان باروری هستند که وظیفه‌شان تولید بچه برای همسران است. نقش کلفت‌ها بر اساس داستان زنان یعقوب در سفر پیدایش است که چون خود نمی‌توانستند برای او فرزندی بیاورند، کلفت‌هایشان را وادار کردند با شوهرشان نزدیکی کند و از هنگام زایمان بچهٔ آن‌ها را تصاحب کرده و فرزند خود خواندند.[۴] این زنان به هر فرمانده‌ای که تعلق می‌گیرند، نام او به آن‌ها تعلق می‌گیرد؛ مثلاً اگر نام فرمانده «وارِن» (Warren) باشد، نام کلفت او «اُفوارن» (Ofwarren) خواهد بود. رنگ لباس کلفت‌ها قرمز است.
- مارتاها (Marthas): زنان نابارور مسن‌تری هستند که انجام کارهای خانگی طبقهٔ حاکم را به عهده دارند لباس مارتاها سبز است.
- همسران ارزان (Econowives): زنانی هستند که با مردانی از طبقهٔ نازل‌تر ازدواج کرده‌اند و وظایف مختلف زنان یعنی همسری، انجام وظایف خانه‌داری و آوردن بچه را به عهده دارند. لباس آن‌ها هم راه‌راه آبی، قرمز و سبز است.

## شخصیت‌ها

### آفرد
آفرد شخصیت اصلی و راوی داستان است که ماجراهای گیلاد را تعریف می‌کند. زمانی که گیلاد بنا شد به او لقب «زن عیاش» داده شد چون با مردی مطلقه ازدواج کرده بود. دولت جدید تمام طلاق‌ها را لغو کرد؛ بنابراین شوهرش باید پیش همسر اولش برمی‌گشت و آفرد به یک زناکار مبدل شد. حین فرار از گیلاد، او از دختر و همسرش جدا شد. آفرد جزء نخستین نسل از زنان گیلاد است که دوران پیشین را به یاد می‌آورند. بخاطر توانایی باروری، کالایی مهم به‌شمار می‌آید و به‌عنوان «ندیمه» به خانه «فرمانده» و همسرش سرینا جوی می‌رود تا برای آنان فرزندی بیاورد (تصور می‌شود سرینا جوی عقیم است). به‌علاوه خواننده از طریق افکار آفرد متوجه مقاومت او در برابر جمهوری گیلاد می‌شود.
آفرد نامی است که وظیفه او را در بردگی مشخص می‌کند: او متعلق به "فرِد" است (گمان می‌شود نام فرمانده، فرِد باشد و آفرد هم بالین محسوب می‌شود). در رمان، آفرد می‌گوید هم بالین نیست بلکه یک ابزار است: "یک رحم دوپا". نام ندیمه‌ها چیزی دربارهٔ هویت واقعی آنان نشان نمی‌دهد؛ آنان صرفاً اموال فرمانده هستند. "آفرد" با کلمه "offered" نیز جناس دارد و در معنای "قربانی" می‌آید. از طرفی می‌توان آن را در جناس با "of red" نیز درنظر گرفت چون پیراهن قرمز در گیلاد ویژه ندیمه‌ها است.
در رمان اصلی آتوود، نام اصلی آفرد هرگز مشخص نمی‌شود. اما فولکر اشلوندورف در سال ۱۹۹۰ فیلمی بر اساس این داستان ساخت که در آن نام کیت را برای آفرد درنظر گرفت. در حالی که مجموعه تلویزیونی الهام گرفته از این رمان، از نام جون استفاده کرده‌است.
زنانی که برای ندیمه شدن آموزش می‌بینند، شبانه و در زمان خواب نام خود را به یکدیگر می‌گویند. آن‌ها «آلما، جنین، دولورس، مویرا، جون» هستند که همگی به جز جون، بعدها کشته می‌شوند. به همین دلیل بعضی از مخاطبان استنباط کرده‌اند که نام اصلی او جون باشد.
ماینر می‌گوید «جون» یک نام مستعار است. همان‌طور که «می دی» نام مقاومت گیلاد است، جون نیز می‌تواند از ابتکارات راوی باشد. کنفرانس نوناووت در فصل آخر داستان در ماه جون (ژوئن) رخ می‌دهد. زمانی که شبکه تلویزیونی هولو بی درنگ اعلام کرد که نام واقعی آفرد، جون است، آتوود گفت نیت اصلی او این نبوده اما «این نام مناسبی است پس اگر مخاطبان اینطور دوست دارند، می‌توانند از آن استفاده کنند». افشای نام واقعی آفرد باعث می‌شود در حضور دیگر ندیمه‌ها، واقعی تر و انسانی تر دیده شود.

### فرمانده
فرمانده می گیود پیش‌تر دانشمند بوده و پیش از پیدایش گیلاد درگیر چیزی شبیه مطالعات بازار بوده‌است. بعدها گمان می‌رود که شاید او یکی از معماران این جمهوری و قوانینش بوده باشد. احتمالاً نام او «فرد» است اگرچه این اسم نیز می‌تواند مستعار باشد. اگرچه تعاملات فکری با ندیمه‌ها ممنوع است اما او این کار را کرده و حتی با آفرد اسکربل بازی می‌کند و او را به یک کلاب مخفی معرفی می‌کند که درواقع فاحشه خانه ای برای افسران سطح بالاست. آفرد متوجه می‌شود که فرمانده چنین رابطه ای با ندیمه سابق خود نیز داشته و زمانی که همسر فرمانده متوجه شده، ندیمه خودش را کشته‌است.
در فصل پایانی، پروفسور پشوتو معتقد است که براساس نام «فرد»، فرمانده یکی از دو شخصیتی بوده‌است که گیلاد را تأسیس کرده‌است. او باور دارد که فرمانده فردریک آر. واترفورد نام داشته که کمی از رفتن آفرد، در یک عملیات پاکسازی به اتهام پناه دادن به مأمور دشمن، کشته می‌شود.

### سرینا جوی
سرینا جوی پیش‌تر کشیش تلویزیونی بوده و همسر فرمانده است. دولت موجب شده قدرت و شهرت عمومی او ازبین برود. آفرد به یاد می‌رود که در کودکی صبح‌های یکشنبه او را در تلویزیون می‌دیده و او را می‌شناسد. گفته می‌شود سرینا جوی عقیم است (اگرچه ظاهراً فرمانده عقیم است ولی قوانین گیلاد این بحث را تنها مختص زنان می‌داند) و باید داشتن ندیمه را بپذیرد. او از بودن در مراسم (یک تشریفات باروری ماهانه) ناراحت است و از آفرد می‌خواهد برای باردار شدن با نیک رابطه داشته باشد. طبق گفته پروفسور پشوتو، سرینا جوی یا پم اسامی مستعار بوده و نام واقعی این شخصیت تلماست.

### آفگلن
آفگلن یک ندیمه است که برای خریدهای روزانه باید با آفرد همراه شود. ندیمه‌ها هرگز تنها نیستند و باید بر رفتار یکدیگر نظارت داشته باشند. آفگلن عضو جنبش مقاومت می دی است. برخلاف آفرد، او پر دل و جرئت است. بعدها آفگلن ناپدید می‌شود و به آفرد اینطور گفته می‌شود که بخاطر عضویت او در جنبش مقاومت، دولت به‌دنبال دستگیری او بوده اما پیش از اینکه بتوانند او را گیر بیاورند، خودکشی می‌کند.
ندیمه ای جدید با همین نام جای او را می‌گیرد و شریک خرید آفرد می‌شود. او پروتکل را نقض کرده و ماجرای آفگلن پیشین را برای آفرد تعریف می‌کند.

### نیک
نیک راننده فرمانده است که بالای گاراژ زندگی می‌کند. طبق دستور سرینا جوی، او و آفرد وارد رابطه جنسی می‌شوند تا شانس باردار شدن آفرد افزایش یابد. اگر آفرد نتواند برای فرمانده فرزندی بیاورد، عقیم اعلام شده و به بخش کلونی‌ها فرستاده می‌شود. این رابطه باعث می‌شود آفرد کم‌کم نسبت به نیک حسی پیدا کند. نیک شخصیتی مبهم دارد و آفرد نمی‌داند او طرفدار حکومت است یا مخالف آن. در فصل پایانی می‌خوانیم که او در اصل عضو جنبش مقاومت بوده و در فرار از خانه فرمانده به آفرد کمک کرده‌است.

### مویرا
مویرا از دوران دانشگاه، دوست صمیمی آفرد بوده‌است. در رمان، رابطه آن‌ها نماینده همان دوستی زنانه ای است که جمهوری گیلاد با آن مخالف است. او لزبین است و در مقابل همجنس‌گرا هراسی جامعه گیلاد مقاومت می‌کند. کمی بعد از بردن آفرد، مویرا نیز برای ندیمه شدن برده می‌شود. او کارت و لباس‌های یکی از عمه‌ها را می‌دزدد و فرار می‌کند اما آفرد بعدها او را در فاحشه خانه پیدا می‌کند. مشخص می‌شود دولت او را دستگیر کرده و مویرا به جای رفتن به کلونی، فاحشه خانه را انتخاب کرده‌است. مویرا با رد تمام ارزش‌های اجباری گیلاد برای شهروندان، اعتراض خود به دولت را نشان می‌دهد.

### لوک
لوک پیش از تشکیل گیلاد همسر آفرد بوده که برای ازدواج با او از همسر سابقش جدا می‌شود. در حکومت گیلاد تمام طلاق‌ها لغو می‌شوند؛ در نتیجه آفرد زناکار و فرزندش حرام‌زاده محسوب می‌شود. آفرد باید ندیمه شود و دخترش به یک خانواده وفادار به دولت داده می‌شود. بعد از تلاش برای فرار به کانادا، آفرد هیچ خبری از شوهرش ندارد و معتقد است لوک یا مرده یا زندانی شده‌است.

### پروفسور پشوتو
پشوتو همراه با پروفسور ناتلی وید نوارهای آفرد را پیدا می‌کند. او در یک کنفرانس آکادمیک دربارهٔ «مسائل مربوط به سندیت در رابطه با سرگذشت ندیمه» صحبت می‌کند. بنابراین پشوتو شخصی است که داستان آفرد را بازگو می‌کند و بدین شکل اعتبار ماجرا بیش از پیش کم می‌شود.

## ویژگی‌های رژیم جلید
- جلید رژیمی به‌شدت تئوکراتیک (مذهبی)، الیگارشی، مردسالار، نژادپرست، سرکوبگر، توتالیتر، پلیسی و متکی به پروپاگاندا است.
- رژیم با ترور رئیس‌جمهور آمریکا و به گلوله بستن مجلس قدرت را به‌دست می‌گیرد. نخست به دروغ مسلمانان را متهم می‌کنند، سپس قانون اساسی لغو می‌شود، به‌سرعت بیشتر روزنامه‌ها بسته و بسیاری سانسور شدند، گشت و ایست بازرسی دایر شد و مخالفان اعدام شدند.
- به صورت پیوسته از سوی رژیم تبلیغ می‌شود که برخلاف گذشته اینک امنیت و آزادی دارید. رژیم همواره فقر و تنگدستی را ستایش و تبلیغ می‌کند و آن را مایه سعادت و خوشبختی می‌داند. دعا و تضرع به درگاه خداوند تشویق می‌شود. رژیم مراسم‌ها و آیین‌های بسیاری همچون مراسم اعدام (نصب جسد بر دیواری در مرکز شهر)، مراسم توبه (تضرع و گریه به درگاه خدا) و مراسم لگدمال (لگدکوب کردن متخلفان و متجاوزان جنسی توسط زنان) را سالی چندبار به صورت گسترده و حتی در زمین فوتبال برگزار می‌کند. مجرمان سیاسی را تحت عنوان متجاوز جنسی به صورت لگدمال اعدام می‌کند.
- حجاب برای زنان اجباری است. زنان باید روبنده و لباس‌های همشکل بپوشند. حکومت همواره زنان را به مروارید در صدف تشبیه می‌کند. درحالی‌که بی‌حجابی و آرایش برای زنان گردشگر (خارجی) ممنوع نیست.
- حق سواد، سیگار کشیدن، آرایش، کار کردن و داشتن مال و اموال برای زنان ممنوع است؛ پول آنان به شوهرانشان یا نزدیکترین خویشاوند مرد منتقل می‌شود. در واقع زنان مایملک مردان و شهروند درجه دو هستند. ازدواج کودکان رواج دارد؛ دختران در سن کم (۱۴ سال) ازدواج می‌کنند.
- سقط جنین، گفتن واژگانی چون رهایی و آزادی، شلوار تنگ و جین، موسیقی (بجز چند مورد تأیید رژیم)، جراحیهای زیبایی، حمام آفتاب، لباسهای توری، لباس چسبان، لباس خواب زنانه، پستانبند، مایو دو تکه (بیکینی)، سونوگرافی و سزارین به کل ممنوع است. آن‌هایی هم که پیش از جلید تولید شده بودند نابود شده‌اند و بازار سیاه برای آن‌ها ایجاد شده‌است.
- وظیفه دختران و زنان (بجز همسران فرماندهان) تولید مثل و خانه‌داری است. ازینروست که زنان نابارور یا اجاق‌کور را به کلونی‌ها یا مستعمرات می‌فرستند. مستعمرات مکان‌های وسیعی شبیه به اردوگاه‌های کار اجباری هستند. بعضی از آن‌ها سایتهای قدیمی دفن زباله‌های اتمی هستند. بجز زنان نابارور، پیرزنها، اصلاح‌ناپذیران و خائنان جنسی نیز به مستعمرات فرستاده می‌شوند. به زنان گفته می‌شود شما آوند هستید و تنها اندرونتان اهمیت دارد نه ظاهرتان و رژیم این را دلیل ممنوعیت آرایش بیان می‌کند. در واقع ندیمه‌ها کارگران جنسی فرماندهانند و توسط آنان برای فرزندآوری به بیگاری گرفته شده‌اند. نوزاد ندیمه‌ها به همسر فرمانده سپرده می‌شود و ندیمه یا همان مادر اصلی نوزاد به فرمانده دیگری منتقل می‌شود تا دوباره این کار را انجام دهد. بر روی قوزک پای چپ ندیمه‌ها خالکوبی برجسته می‌زنند که به معنای تملک و تصاحب توسط یک فرمانده است.
- شهادت (گواهی) یک زن کافی نیست و حرف هیچ زنی را بدون شاهد و مدرک محکم نمی‌پذیرند.
- مجازاتهای شرعی همچون اعدام در ملاعام، شکنجه، قطع عضو، شلاق و تازیانه رواج یافته و قانونی است. برای مثال مجازات مطالعه، قطع عضو و مجازات زنا، اعدام است که برای اثباتش گواهی دو مرد نیاز است. مراسم اعدام (رژیم به آن پاکسازی می‌گوید) از تلویزیون پخش می‌شود.
- حکومت شدیداً بر مردم نظارت و پایش دارد. در شهرها و جاده‌ها، ایست بازرسی و گشتی‌های فراوانی وجود دارد. در این فضا اعتماد اجتماعی از بین رفته‌است و مخبر و جاسوسانی زیادی بین مردم وجود دارد. همچنین ریاکاری و دورویی در بین طبقه حاکم رواج دارد (مثلاً همسر یکی از فرماندهان پیش از جلید در تلویزیون سخنرانی می‌کرد و می‌گفت زنان باید در خانه بنشینند و شوهرداری و فرزندداری کنند، درحالی‌که خودش همواره بیرون از خانه مشغول سخنرانی بود و البته این کار را نوعی ازخودگذشتگی معرفی می‌کرد. همین‌طور خود فرماندهان برای عیاشی و تفریح، ندیمه‌ها و زنان جوان را به مکان‌های مخفی می‌برند. در آنجا زنان همه آرایش دارند و لباس‌های نازک و کوتاه به تن دارند. مشروب و مواد مخدر مصرف می‌شود و مردان با زنان مراوده دارند. فرماندهان به این مکان‌ها سلیطه‌خانه می‌گویند).
- به‌علت اِعمال جدایی شدید جنسیتی، حسرت و عقده‌های جنسی بین مردم زیاد است. حتی بوسه در هنگام رابطه جنسی و دست دادن و گفتگوی کوتاه بین مرد و زن ممنوع است.
- کتابسوزی و سانسور شدید کتب، مجلات و مطبوعات انجام می‌شود. کتب ممنوعه که مربوط به دوران پیشین است، سوزانده می‌شود. برای یافتن این کتب ممنوعه گشت خانه به خانه انجام می‌شده‌است.
- خودکشی به ویژه در بین زنان زیاد است (همان‌طور که شخصیت اصلی داستان، اُفرد مدام به خودکشی فکر می‌کند) به همین علت پنجره‌ها شیشه نشکن دارند، قاب عکس‌ها بدون شیشه هستند، تیغ، چاقو و کبریت از دسترس زنان برداشته شده‌است و لوسترها جمع‌آوری شده‌اند (برای جلوگیری از دار زدن).
- رفتار جلید با شهروندان به گونه ایست که همواره فرد قربانی، مقصر است (در تجاوزهای جنسی خود قربانی هم مقصر معرفی می‌شود چراکه به فرد متجاوز راه داده‌است).
- ظاهراً کشور همواره درگیر جنگ (با شورشیان باپتیست) است و در این شرایط همه کالاها سهمیه‌بندی است.
- مهم‌ترین برنامه‌های تلویزیون، تبلیغات دینی، سوگواری‌ها و سخنرانی‌های مذهبی و تبلیغات مربوط به جنگ است. به سربازان و رزمندگان، فرشتگان گفته می‌شود.
- بنظر می‌رسد تمامی مناسبت‌های ملی و جهانی نادیده گرفته شده‌اند. روسپی‌خانه‌ها، بارها و میکده‌ها، رستورانها، کتابخانه‌ها و دانشگاهها همگی بسته شده‌اند و تالار آیینه به کلیسا تبدیل شده‌است. رواداری مذهبی از بین رفته‌است (مثلاً یهودیان مجبور به تغییر آیین یا مهاجرت به اسراییل می‌شوند).
- هوا آکنده از پرتوهای مضر و مواد شیمیایی است و آب‌ها به‌شدت مسمومند. ازینرو اکثریت مردم نازا هستند و نوزادان ناقص‌الخلقه بسیار متولد می‌شوند. البته حکومت مشکل نازایی را تنها به زنان نسبت می‌دهد.

## خلاصهٔ ماجرا
داستان از زبان زنی از طبقهٔ کلفت‌ها روایت می‌شود که نام واقعی او جوون است، ولی لقب او از آنجا که نام فرمانده‌اش «فرد» است، «اُفرد» (Offrefd) است. اُفرد پیش از انقلاب گیلاد همسر و یک دختر کوچک داشته‌است. از آنجا که شوهرش پیش از او با زن دیگری ازدواج کرده بوده ازدواج آن‌ها توسط حکومت جدید غیرقانونی اعلام می‌شود و پس از فراری ناموفق، زن دستگیر می‌شود و (چون بچه داشته و باروری خود را ثابت کرده‌است) به مرکز سرخ که مرکز آموزش کلفت‌هاست منتقل می‌شود، و دخترش به خانوادهٔ یک فرماندهٔ بی‌فرزند داده می‌شود. اُفرد از سرنوشت دختر و شوهرش اطلاعی ندارد. او در خلال ماجراهای روزانهٔ خود، خاطرات قدیمی‌اش را نیز بازگو می‌کند که فضای خفقان‌آور جمهوری گیلاد را برای خواننده ترسیم می‌کند.
وظایف خانگی اُفرد از این قرار است که خرید روزانه را برای مارتاهای خانه انجام می‌دهد، و در بعضی شب‌های هر ماه که احتمال حامله‌شدن بیشتر است، در «مراسم» شرکت می‌کند: در این شب‌ها فرمانده در حضور همسرش و در تختخواب او، با اُفرد نزدیکی می‌کند. به غیر از این هر شب همهٔ اعضای خانه جمع می‌شوند و فرمانده قسمتی از انجیل را برایشان می‌خواند. از آنجا که بیشتر افراد اجازهٔ خواندن ندارند، حتی مطمئن نیستند که انجیل تحریف نشده باشد.
کلفت‌ها حق ندارند تنها به خیابان بروند، به همین خاطر کار خرید را دو نفر دو نفر با هم انجام می‌دهند. شریک خرید اُفرد، که همیشه یک نفر است، زنی به نام اُفکلن است. آن‌ها هر روز پس از انجام خرید از مغازه‌هایی که دیگر نام ندارند و تنها شکلی بر تابلوی آن‌ها کشیده شده‌است (قرار نیست کلفت‌ها اجازه یا توانایی خواندن داشته باشند)، پای دیوار می‌روند و جنازه‌های آویخته شده بر دیوار را تماشا می‌کنند. این دو به تدریج با هم ارتباط برقرار می‌کنند و اُفرد می‌فهمد یک گروه مقاومت زیرزمینی وجود دارد که در حال کسب اطلاعات و فعالیت ضد حکومت است. اُفکلن به اُفرد می‌گوید فرمانده‌اش از اعضای بلندپایهٔ حکومت است و از او می‌خواهد اطلاعاتی در مورد فرمانده‌اش کسب کند.
فرمانده راننده‌اش «نیک» را مأمور می‌کند که به اُفرد بگوید بعضی عصرها به دفتر کار او برود. این کار از لحاظ حکومت غیرقانونی است، ولی اُفرد با این وجود به دفتر فرمانده می‌رود و با او یک بازی با واژگان به نام اسکرابل (Scrabble) بازی می‌کند. فرمانده به اُفرد می‌گوید شب‌های دیگری هم پیش او برود و اُفرد هم به این کار ادامه می‌دهد. نیک رانندهٔ فرمانده نقش پیغام‌رسان این ملاقات‌های پنهانی را به عهده دارد. افرد متوجه می‌شود فرمانده رابطهٔ چندانی با همسرش ندارد و جویای کسی است که بتواند با او صحبت کند. فرمانده در این ملاقات‌ها به اُفرد اجازه می‌دهد کتاب بخواند. دامنهٔ این رابطه کم‌کم گسترش پیدا می‌کند و یک شب فرمانده به اُفرد لوازم آرایش (برای عبور از ایستگاه‌های بازرسی) و یک شنل آبی متعلق به همسرش را می‌دهد، و او را با خود به محلی می‌برد که فرماندگان برای تفریح و رابطهٔ نامشروع با زنان به آنجا می‌روند. اُفرد متوجه می‌شود زنی که پیش از او کلفت این خانه بوده، رابطهٔ مشابهی با فرمانده داشته و پس از آن که همسر فرمانده به این رابطه پی برده با دار زدن خودش را در اتاقش کشته‌است.
پس از شرکت در مراسم زایمان کلفت یکی دیگر از فرمانده‌های منطقه، خانم خانه به اُفرد پیشنهاد می‌کند که با نیک رانندهٔ فرمانده بخوابد تا شاید حامله شود. این مسئله به نفع همه، از جمله خود همسر فرمانده و اُفرد خواهد بود که در صورت عدم موفقیت به کولونی‌ها فرستاده خواهد شد. او در ازای این کار برای لحظاتی عکسی از دختر اُفرد را به او نشان می‌دهد. اُفرد پس از یک بار خوابیدن با نیک، باز هم به دیدن او ادامه می‌دهد و عاشقانه بین این دو شکل می‌گیرد.
یک روز شریک خرید اُفرد عوض می‌شود و او می‌فهمد که نیروهای امنیتی برای دستگیر کردنش آمده‌اند و او خودش را کشته‌است. بسیار زود همسر فرمانده هم با دیدن لکهٔ مواد آرایشی روی شنل خود به گستردگی رابطهٔ شوهرش با اُفرد پی می‌برد و در مشاجره‌ای این مسئله را به اُفرد اعلام می‌کند. در حالی که اُفرد در آستانهٔ کشتن خودش است، مأموران امنیتی دنبال او می‌آیند و او را با خود می‌برند. این افراد از اعضای گروه مقاومت و تحت فرمان نیک هستند، و اُفرد را به محل امنی می‌برند که او آنجا می‌تواند خاطرات خود را در سی نوار مغناطیسی ضبط کند…
مؤخرهٔ داستان حدود دویست سال پس از این ماجراها رخ می‌دهد، و در آن یک محقق چگونگی کشف خاطرات اُفرد و شرایط جمهوری گیلاد را شرح می‌دهد.

## کتابشناسی
- The Handmaid's Tale — Margaret Atwood ISBN 0-09-974091-5